# Alfred Montmarquette
Pour les articles homonymes, voir Montmarquette.
Alfred Montmarquette était un compositeur et musicien (accordéon) québécois né à New York le 6 avril 1871, mort à Montréal le 24 mai 1944. 

## Biographie
Alfred Montmarquette apprend et maîtrise rapidement, à l'adolescence, le répertoire du folklore. Installé à Montréal au début des années 1920, il a plus de cinquante ans lorsque les Veillées du bon vieux temps de Conrad Gauthier le font connaître au grand public.
De 1928 à 1932, Alfred Montmarquette enregistre plus de 110 pièces musicales pour la maison de disques Starr, grâce à l'influence de Roméo Beaudry. Il enregistra (entre autres) avec Ovila Légaré, Eugène Daigneault et La Bolduc, qui habitait tout près de chez lui. Comme beaucoup de musiciens et d'artistes de cette époque, il ne peut vivre de son art. La maladie, l'alcoolisme et la solitude l'amènent dans un état de très grande pauvreté. Il meurt, seul et oublié, dans un refuge pour vieillards le 24 mai 1944, à Montréal.

### Honneurs
- En 1990, Gabriel Labbé a eu l'idée de célébrer le cinquantième anniversaire de la mort d' Alfred Montmarquette en lui rendant hommage.
- En mars 1994, lors d'une assemblée spéciale de la phonothèque québécoise (Musée du son) à Montréal, Gabriel Labbé fut invité à animer un atelier sur la carrière  d'Alfred Montmarquette. Il put ainsi démontrer toute l'importance que ce musicien a eu dans l'histoire de l'enregistrement sonore de la musique folklorique du Canada.
- Puis dans le cadre du Carrefour mondial de l'accordéon de Montmagny, le 4 septembre 1994, ce fut la grande première sur scène du récital-concept "Hommage à Alfred Montmarquette", lequel devait par la suite être retransmis le 11 février 1995 sur le réseau français de la radio FM de Radio-Canada à l'émission "Des musiques en mémoire".
- Et toujours en 1995, sortie du CD "Hommage à Alfred Montmarquette" (Disque Transit -TB036CD) avec Gabriel Labbé, harmonica ; Richard Forest, violon ; Sabin Jacques, accordéon ; Mario Loiselle, piano et Benoit Bourque, percussions.

## Compositions
1. Clog Pariseau
2. Marche Cécilia
3. Miséricorde
4. Polka Ste-Rose
5. Reel de Vaudreuil
6. Reel du nord
7. Valse du péril
8. Valse Georgiana

## Sources
- Le Gramophone virtuel (Bibliothèque et archives du Canada)